# 김성식 (역사가)
김성식(金成植, 1908년~1986년 1월 24일)은 대한민국의 역사가이다. 호는 약전(藥田)이며, 서양사에 대해서 주로 연구했다.

## 생애
일신학교, 숭실학교, 도호쿠 가쿠인, 규슈 대학을 나온 뒤 숭실학교의 교원이 되었으나 1938년에 학교가 신사참배를 거절해 폐교되면서 7년간 가업에 종사하게 되었다.
1945년에 광복을 맞이하자 월남하였며, 고려대학교 사학과 교수로 활동했으며, 이후 서양사를 집중적으로 연구하면서 한국에서의 서양사 기틀을 다졌다는 평가를 받았다.

## 저서
- 《대학사》
- 《독일학생운동사》
- 《역사와 현실》
- 《루터》
- 《내가 본 서양》
- 《안정의 논리》
- 《역사의 언덕에 서서》
- 《역사와 우상》